# Marcin Kurcz
Marcin Daniłowicz Kurcz (ur. ok. 1548, zm. po 26 lutego 1602) – wojewoda derpski (dorpacki) (1600–1602).

## Życiorys
Przedstawiciel rodziny Kurczów, wiązanej obecnie z herbem Radwan, a niegdyś także z herbem własnym Kurcz. Syn Daniela Semenowicza Kurcza, dworzanina królewskiego, dziedzica dóbr w powiecie grodzieńskim.
Od 1560 uczestniczył w wojnach inflanckich. Pod 1567 wymieniany jako rotmistrz królewski. W 1567 nadzorował budowę zamku na uroczysku Saryca w województwie witebskim. Pod rozkazami Romana Sanguszki uczestniczył w bitwie pod Czaśnikami (1567) i w zdobyciu Ułły (1568).
W 1578 (1573) został wojskim witebskim.
Następnie walczył pod Wielkimi Łukami i Pskowem. Za zasługi wojskowe otrzymał starostwo adzelskie (1576) i felińskie (1586). W 1585–1589 był marszałkiem hospodarskim, a w 1600 został wojewodą dorpackim.
Właściciel dóbr powiatach grodzieńskim, lidzkim, nowogródzkim i wołkowyskim, m.in. odziedziczoną po ojcu Przewożę i nabyty od Sapiehów Jatwiesk, w którym fundował kościół.
26 lutego 1602 spisał testament i wkrótce potem zmarł.
Był dziadkiem Stefana Kazimierza Kurcza, wojewody brzeskiego litewskiego.